# The Red Signal
The Red Signal è un cortometraggio muto del 1915 diretto da  Paul Hurst. È il quattordicesimo episodio del serial The Hazards of Helen.

## Trama
Brent, l'operatore notturno, perde i sensi per un colpo che riceve in testa a causa di un legno che sporge da un treno merci. Nel frattempo, è scoppiata una furiosa tempesta. Helen ha messo in azione un segnale d'allarme ma Brent, che è rinvenuto e che pare folle, la chiude in un armadio e disinserisce il segnale. La ragazza riesce a liberarsi, rimette lo stop e, con una lanterna, corre a fermare un treno che sta arrivando, diventando l'eroina del giorno.

## Produzione
Il film fu prodotto dalla Kalem Company.

## Distribuzione
Distribuito dalla General Film Company, il film uscì nelle sale cinematografiche USA il 13 febbraio 1915. È conosciuto anche con il titolo The Hazards of Helen: The Red Signal.